# Schloss Chaumont

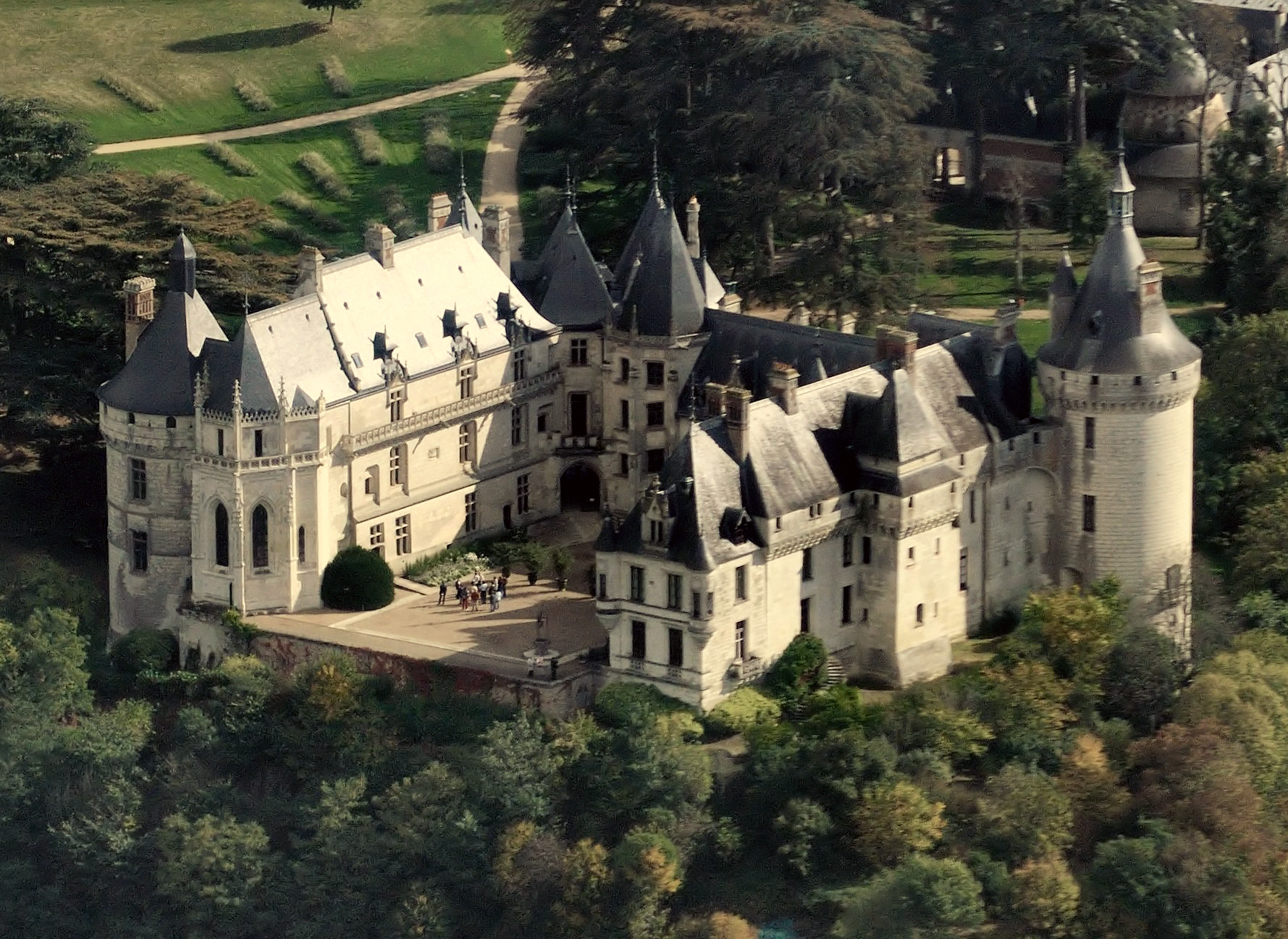
Luftbild des Schlosses Chaumont

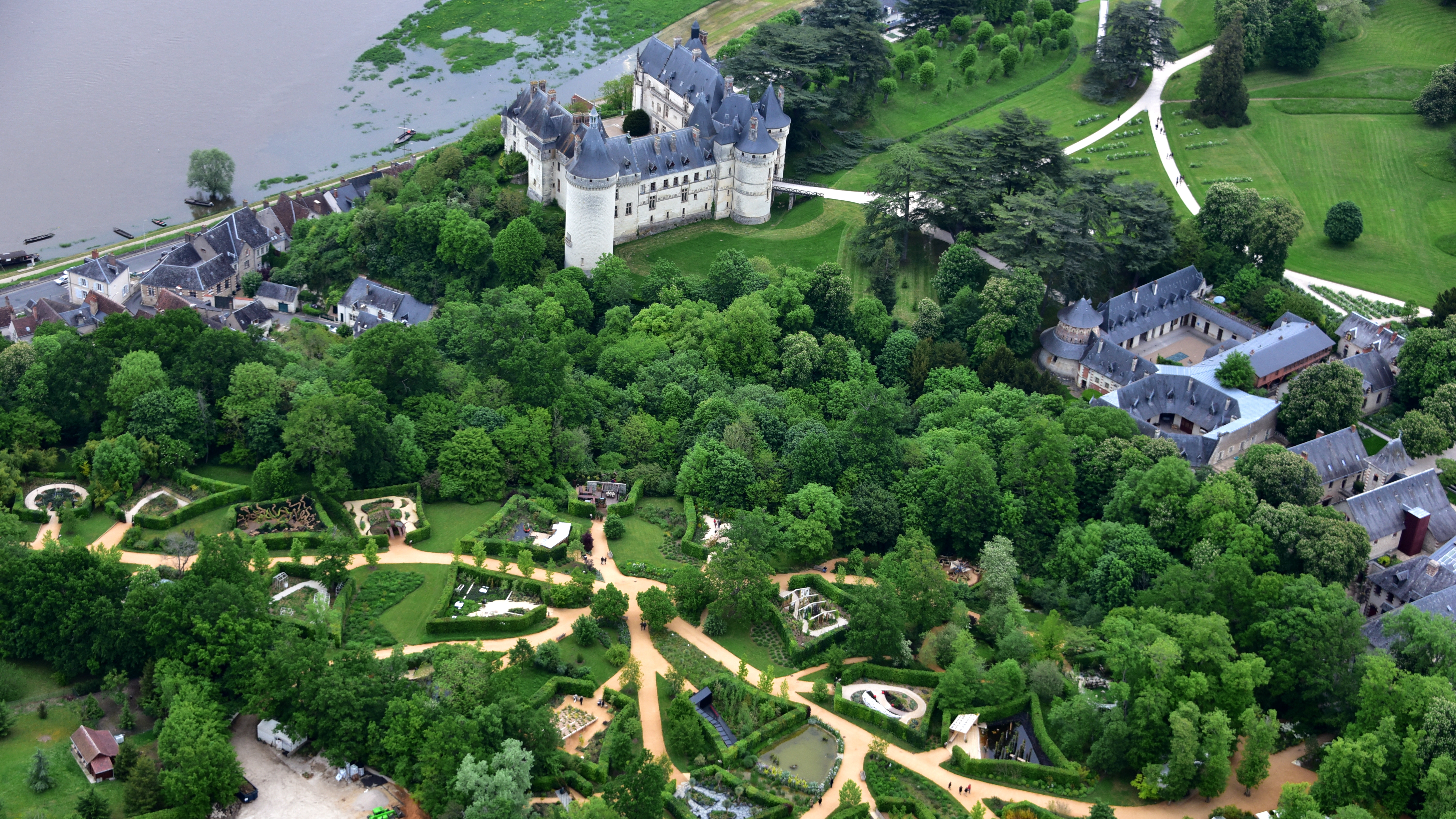
Schloss Chaumont mit Park aus südwestlicher Richtung, Luftaufnahme (2016)

Schloss Chaumont liegt südwestlich der Stadt Blois in der französischen Gemeinde Chaumont-sur-Loire im Département Loir-et-Cher in der Region Centre-Val de Loire. Auf einer steilen Böschung hoch über der Loire bildet es die Kulisse für das Dorf, dessen Häuser in einer langen Reihe das Flussufer säumen.

## Geschichte
Bereits im Mittelalter gab es hier eine Burganlage. Graf Odo I. von Blois hatte sie im 10. Jahrhundert erbaut, um Blois vor den Angriffen von Foulques Nerra, Graf von Anjou, zu schützen. Später überließ er es dem als Vasall für das Haus Blois kämpfenden normannischen Ritter Gelduin, der die Festung verstärken ließ. Gelduins Sohn, Geoffroy, hatte keinen männlichen Nachfolger und überließ das Erbe seiner Großnichte, Denise de Fougères. Die verheiratete sich 1054 mit Sulpice I. von Amboise, so dass der Besitz auf diese Weise an die Familie von Amboise fiel, die die Burg für die nächsten fünf Jahrhunderte besitzen sollte.

### 12./15. Jahrhundert
Hugues I., Sire d’Amboise, zweiter Herr von Chaumont, ersetzte hier wie in Montrichard die Holzkonstruktion durch einen Steinturm und stärkte damit die Verteidigung des Dreiecks Amboise-Chaumont-Montrichard. Im 12. Jahrhundert wurde das Schloss trotzdem geschleift, danach aber wieder aufgebaut. Ein denkwürdiges Ereignis war im Jahr 1170 die Zusammenkunft zwischen Heinrich II. von England und Thomas Becket, Erzbischof von Canterbury. Man las in der Kapelle eine Totenmesse, bei der man nach der Liturgie nicht den Friedenskuß zu wechseln brauchte, was als zu offensichtliche Heuchelei angesehen wurde. Bekanntermaßen ließ Becket sofort nach seiner Rückkehr nach England den König mit dem kirchlichen Bann belegen und wurde wenig später in seiner Kathedrale durch einen vom König gedungenen Mörder erdolcht.
Im 13. Jahrhundert entsprach die Erbfolge den jeweiligen Verwandtschaftsverhältnissen, bis sich im 14. Jahrhundert die Linie „Chaumont d'Amboise“ abzweigte, während die ältere Linie Amboise behielt. Der Herr von Schloss Chaumont, Pierre d’Amboise, war einer der Verschwörer gegen den König in der „Liga des Allgemeinwohls“ (Ligue du Bien public). Als Strafe ließ Ludwig XI., nachdem er gesiegt hatte, im Jahr 1465 das Schloss schleifen. Nachdem Pierre d'Amboise öffentlich Abbitte geleistet hatte, erhielt er jedoch schon nach kurzer Zeit seine Ländereien zurück, und es wurde ihm erlaubt, das Schloss wieder aufzubauen. Die Nachsicht Ludwigs XI. trug bald Früchte, denn viele der insgesamt 17 Kinder, die Pierre d'Amboise mit seiner Gemahlin Anne de Bueil hatte, erwiesen sich im Laufe der Jahre als besonders fähige Diener von Krone, Kirche und Kunst.

### 16./18. Jahrhundert

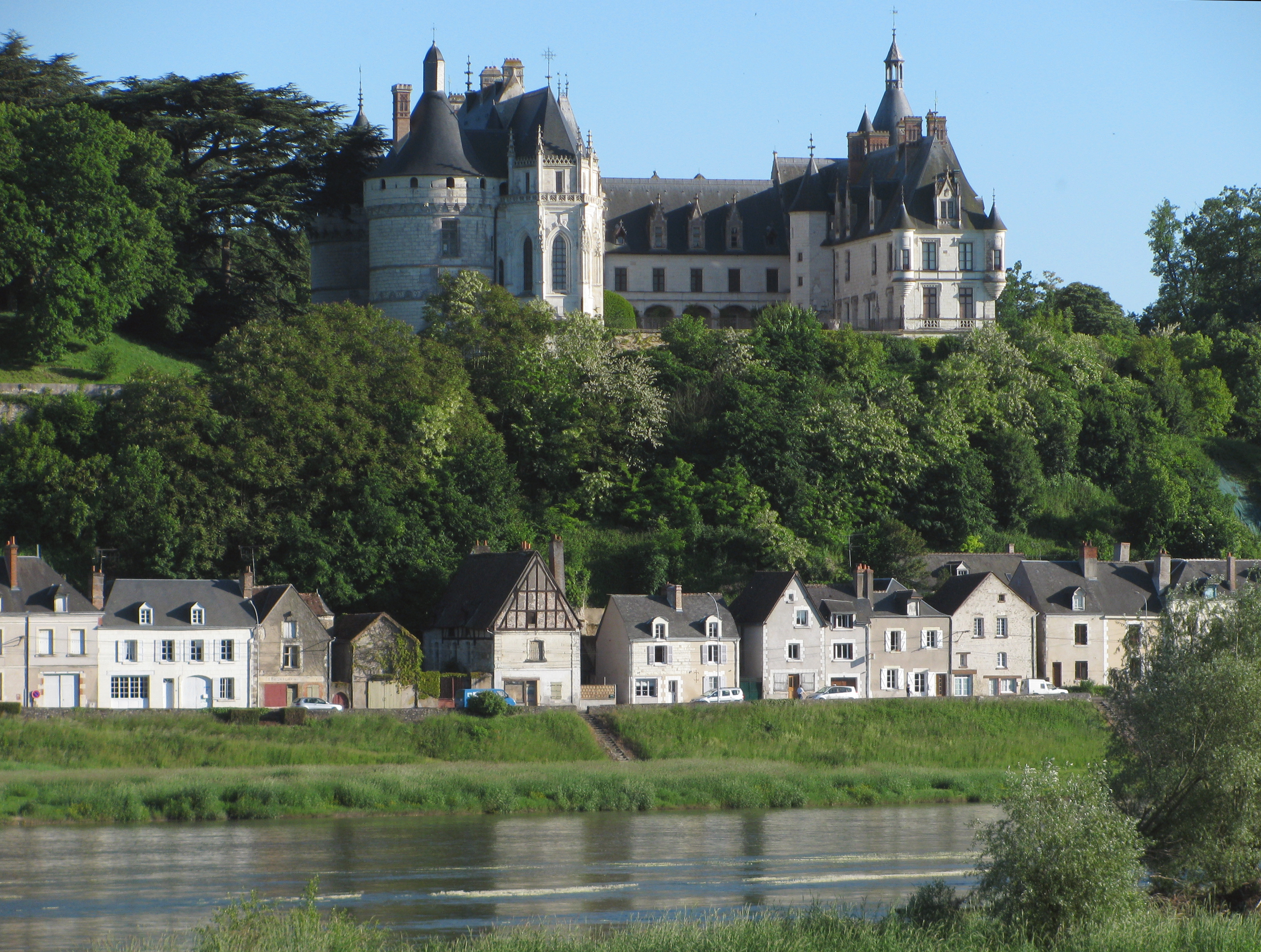
Schlossanlage – Ost- und Westflügel zu Loire hin ausgerichtet sowie Südflügel im Hintergrund

Das neue Schloss war ursprünglich als Militärfestung konzipiert. Über drei Generationen zogen sich die Bauarbeiten hin. In der Zeit von 1469 bis 1481 entstanden Nord- und Westflügel, die noch Wehrgänge und Pecherker hatten. 1510 waren die Bauarbeiten schließlich beendet. Die Fenster des Südflügels waren schon größer und erste Einflüsse der Renaissance unübersehbar.
Um 1560 erwarb die verwitwete französische Königin Katharina de’ Medici das Schloss, um ihre langjährige Rivalin Diane de Poitiers, die einflussreiche Mätresse des verstorbenen Königs Heinrich II., dorthin zu verbannen. Im Gegenzug forderte Katharina das komfortablere Loireschloss Chenonceau zurück, das der König seiner Geliebten zu Lebzeiten geschenkt hatte. Häufiger Gast in Chaumont war in dieser Zeit der Florentiner Astrologe Cosimo Ruggieri, der mit dem Gefolge der Königin nach Frankreich gekommen war. Er richtete sich in einem der Schlosstürme ein Laboratorium mit Sternwarte ein, wo er sich häufig mit der Königin traf.
Spätere Besitzer waren der Bankier Scipione Sardini († 1608) und seine Ehefrau Isabelle de Limeuil († 1609), Henri de La Tour d'Auvergne († 1675), der Herzog von Beauvilliers, dessen Schwiegersohn der Herzog von Mortemart, und schließlich Bertin von Vaugyen, der es 1750 an Jacques Le Ray verkaufte. Dieser installierte eine Glas- und Keramik-Manufaktur und produzierte in den Werkstätten unter anderem Terrakotta-Medaillons. Um 1780 wurde Benjamin Franklin im Schloss empfangen, und Madame de Staël, von Napoleon aus Paris verwiesen, kam hier von Mai bis Oktober 1810 unter.
1875 erwarb Marie Say, Tochter eines reichen Zuckerfabrikanten, das Schloss und heiratete im selben Jahr den Prinzen Amédée de Broglie (1849–1917). Das Ehepaar trieb großen Aufwand, um die Schlossanlage umfassend zu restaurieren und einen Abglanz höfischen Lebens zu schaffen. Auch das Dorf profitierte davon: 1882 wurde die Kirche wieder aufgebaut, und die Bewohner erhielten große Schenkungen. 1938 wurde Schloss Chaumont jedoch an den französischen Staat veräußert.
1740 wurde der Hof nach Norden geöffnet, um eine barocke Cour d'honneur zu schaffen, wozu ein Flügel abgerissen wurde. Dabei verlor das Bauwerk zwar ein Teil seines wehrhaften Erscheinungsbildes, andererseits genießt man seither von der Terrasse des einen herrlichen Blick auf die Loire. 

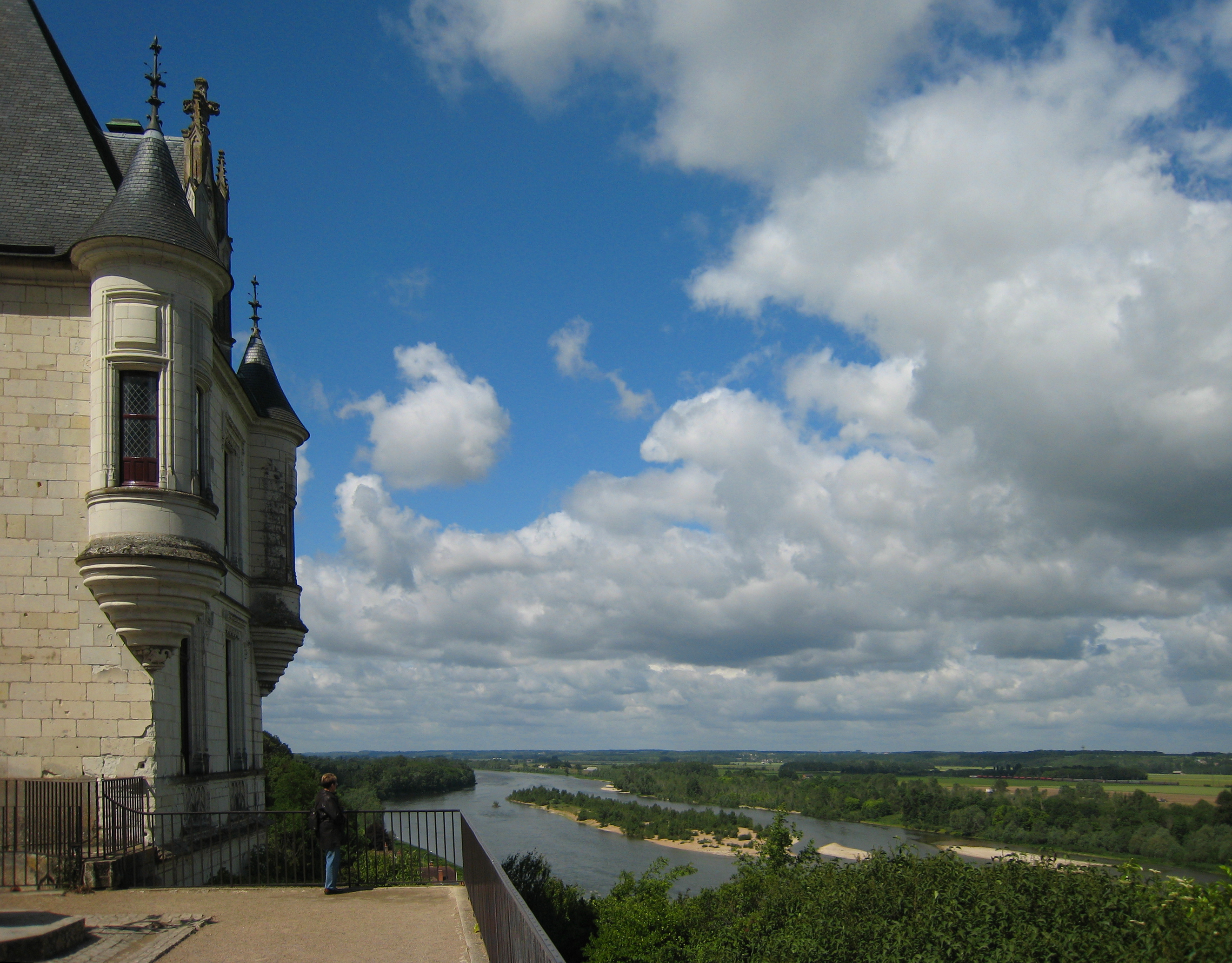
Blick von der Terrasse auf die Loire

### 19./20. Jahrhundert
Während der Französischen Revolution gelang es Le Ray, Schloss Chaumont dank seiner Manufakturen vor Zerstörungen zu bewahren. Auch der Wald wurde nicht als Herrengut, sondern als brauchbarer Brennstoffvorrat zu allgemeiner Nutzung bewertet. Der Sohn Le Rays, der sein Glück in Amerika suchte, überließ 1810 das Schloss für die Zeit seiner Abwesenheit Madame de Stael, die von Napoleon wegen regimekritischer Veröffentlichungen aus Paris verbannt worden war und von Chaumont aus nach Coppet bei Genf reiste, wo sie bis 1812 im Schloss Coppet in Hausarrest lebte. In Chaumont schrieb sie ihr Werk „De l'Allemagne“ und umgab sich mit einem Kreis von Schöngeistern, darunter die Dichter August Wilhelm Schlegel und Adelbert von Chamisso.
1823 verkaufte Le Ray l'Américain das Schloss. Erst gehörte es dem Grafen von Aramon und dann dem Vicomte Walsh. 1875 erwarb schließlich die junge Erbin des Zuckerimperiums Say das Schloss und heiratete im selben Jahr den Prinzen Amédée de Broglie. Das Ehepaar gefiel sich darin, die Schlossanlage umfassend zu restaurieren und in dieser Umgebung einen Abglanz höfischen Lebens zu entfalten. Chaumont wurde zur Luxusresidenz, eingerichtet mit in ganz Europa teuer erstandenen Möbeln, Stofftapeten, Bildern und Kunstobjekten. Selbst die Pferde waren ähnlich aufwändig untergebracht, in luxuriösen und perfekt organisierten Stallungen. Auch das Dorf profitierte davon: 1882 wurde die Kirche wieder aufgebaut, und die Bewohner erhielten große Schenkungen.
Der Tod des Fürsten, die Wiederheirat der Fürstin mit einem verschwenderischen Grand Seigneur und die Wirtschaftskrise von 1929 besiegelten jedoch das Schicksal des Schlosses. Der Staat kauft es schließlich 1938 zusammen mit dem zugehörigen, 17 Hektar großen Park. Seitdem wurde das Schloss restauriert, neu eingerichtet und für das Publikum geöffnet.

## Architektur
Schloss Chaumont vermittelt trotz der offenen Nordseite den typischen Eindruck einer späten herrschaftlichen Festung. Die ältesten Teile sind der heute verschwundene Nordflügel sowie der Westflügel, der große Amboise-Turm und das erste anschließende Gewölbefeld des Südflügels. Alles zeigt einen für das 15. Jahrhundert charakteristischen gotischen Wehrbautenstil mit Wehrgang, Maschikulis, Zugbrücke und Trockengraben.
Der weitere Wiederaufbau erfolgte in einem bereits von der Renaissance geprägten Stil, der aber weiter die allgemeine Wehrhaftigkeit betonte. Zu diesem Bauabschnitt gehörten der Südflügel, das Eingangsschlösschen, der Ostflügel und die Kapelle sowie die große Treppe auf dem Hof. Am Eingangsbau und an der monumentalen Treppe finden sich frühzeitig eingebrachte, italienisch anmutende dekorative Motive. Nach Pierre hatten sein Sohn Charles I. und sein Enkel Charles II., der älteste der Geschwister, den Besitz übernommen. Letzterem sind die Reliefs an den Rundtürmen rechts und links der Zugbrücke zu verdanken; bei den beiden verschlungenen „C“ handelt es sich um die Initialen von Charles und seiner Frau Catherine. Über dem Eingangsportal erscheint das französische Wappen mit den Initialen Ludwigs XII. und seiner Gemahlin Anne de Bretagne; die Türme tragen die Wappen Charles II. und seines einflussreichen Onkels, Kardinal Georges d'Amboise.
Kurz nach 1560 ließ Diane von Poitiers am Eingangsbau und am Ostflügel, die seit 1510 unvollendet geblieben waren, den Wehrgang mit Maschikulis errichten und ihre Initialen D, ineinander verschlungen und im Wechsel mit Jagdattributen, über den Pechnasen des Wehrgangs anbringen.
Auch der Graf von Aramon ließ in den Jahren von 1833 bis 1843 bedeutende Restaurierungsarbeiten vornehmen, die der Vicomte Walsh fortsetzte. Die Familie de Broglie führte mit den ihr zur Verfügung stehenden Mitteln und mit Hilfe des Architekten Paul-Ernest Sanson die Restaurierung noch einmal entscheidend weiter. Insbesondere wurde der Ostflügel restauriert. Er erhielt vor dem obersten Geschoss einen langgezogenen Gang mit Muscheldekor, den Gesimsen des Flügels Franz I. im Schloss Blois nachempfunden. Dem Südflügel wurde eine Galerie vorgesetzt. Außerdem wurde der Ehrenhof auf der Parkseite eingerichtet.

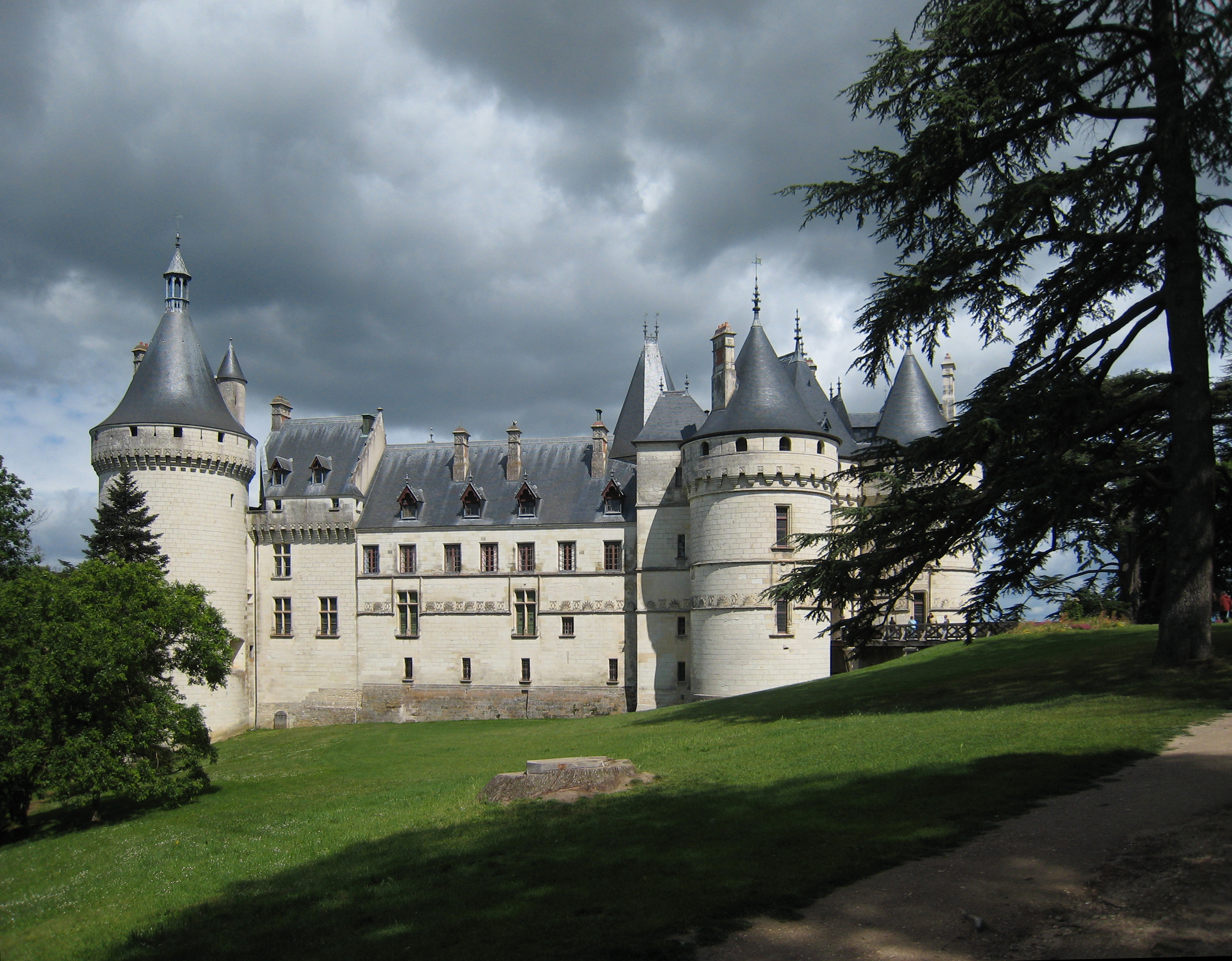
Südseite
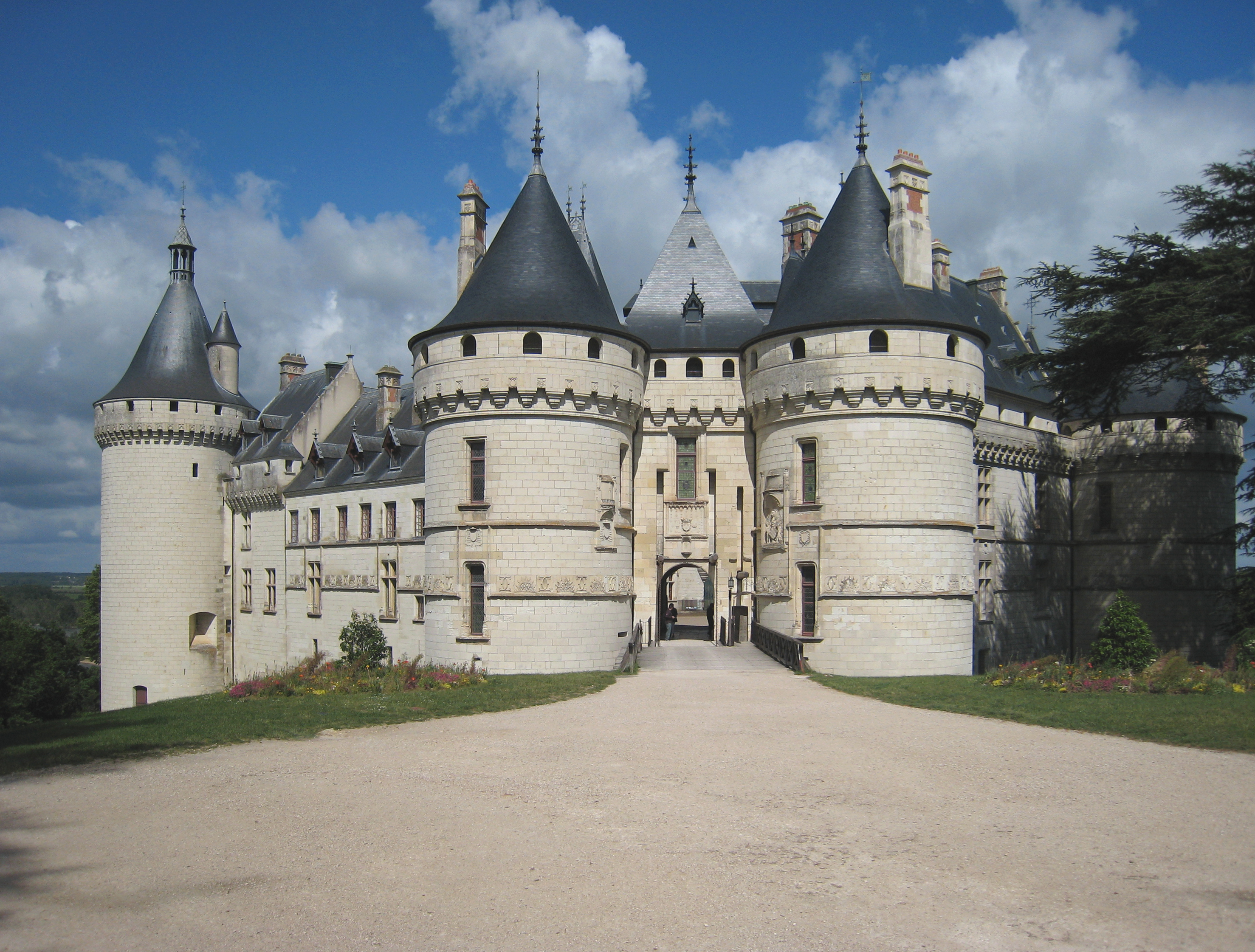
Eingangsschlösschen
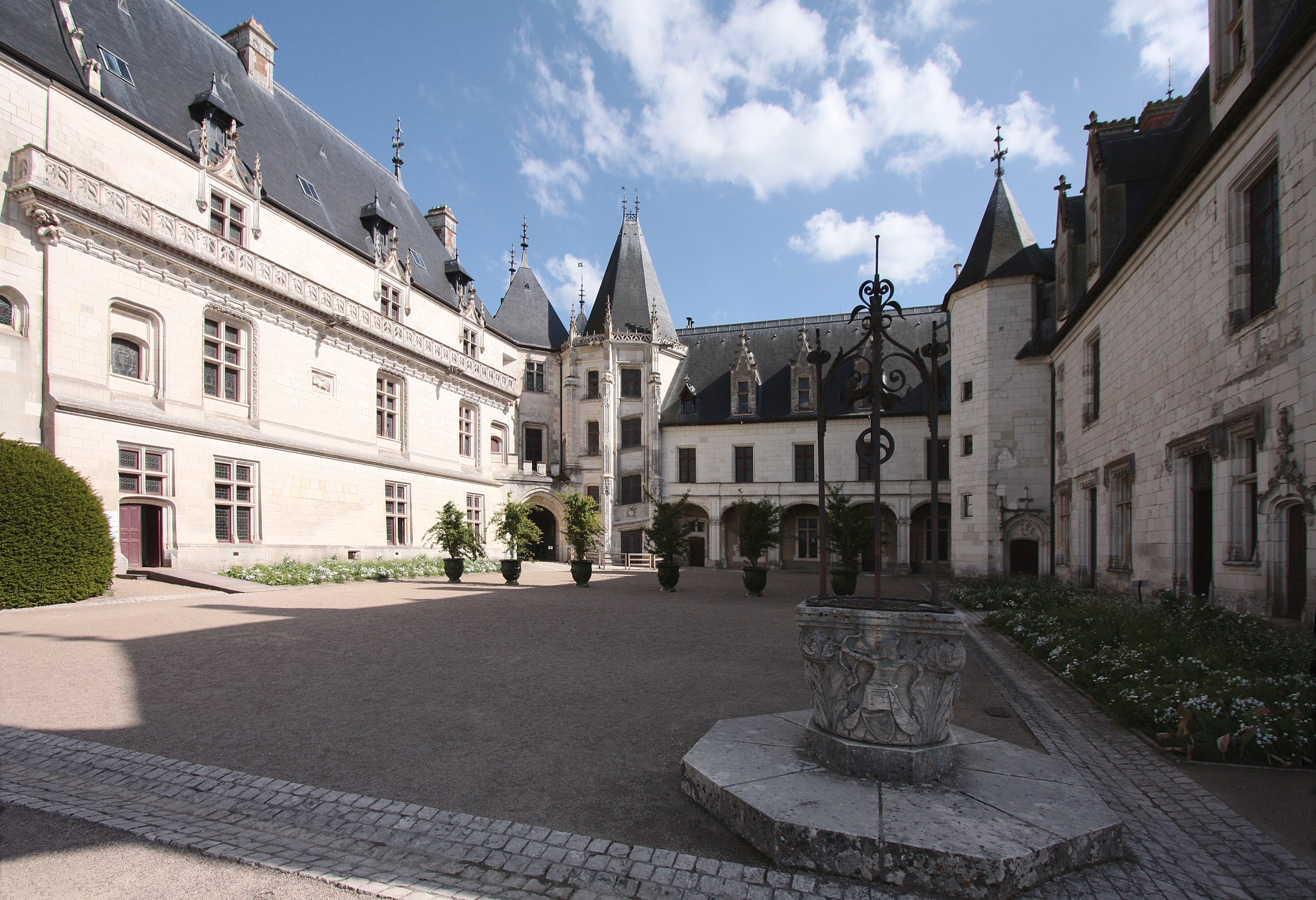
Innenhof
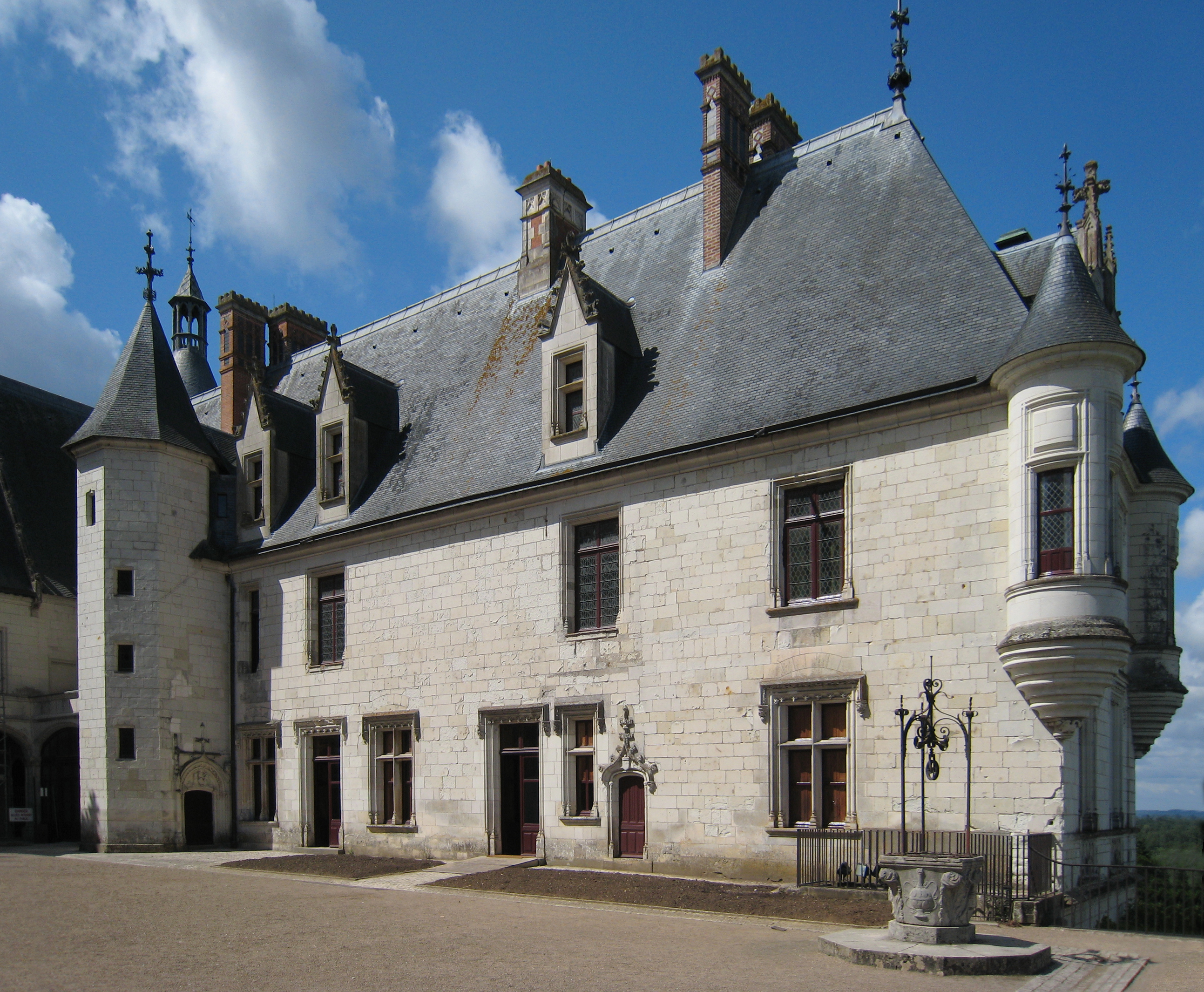
Innenhof (Westflügel)
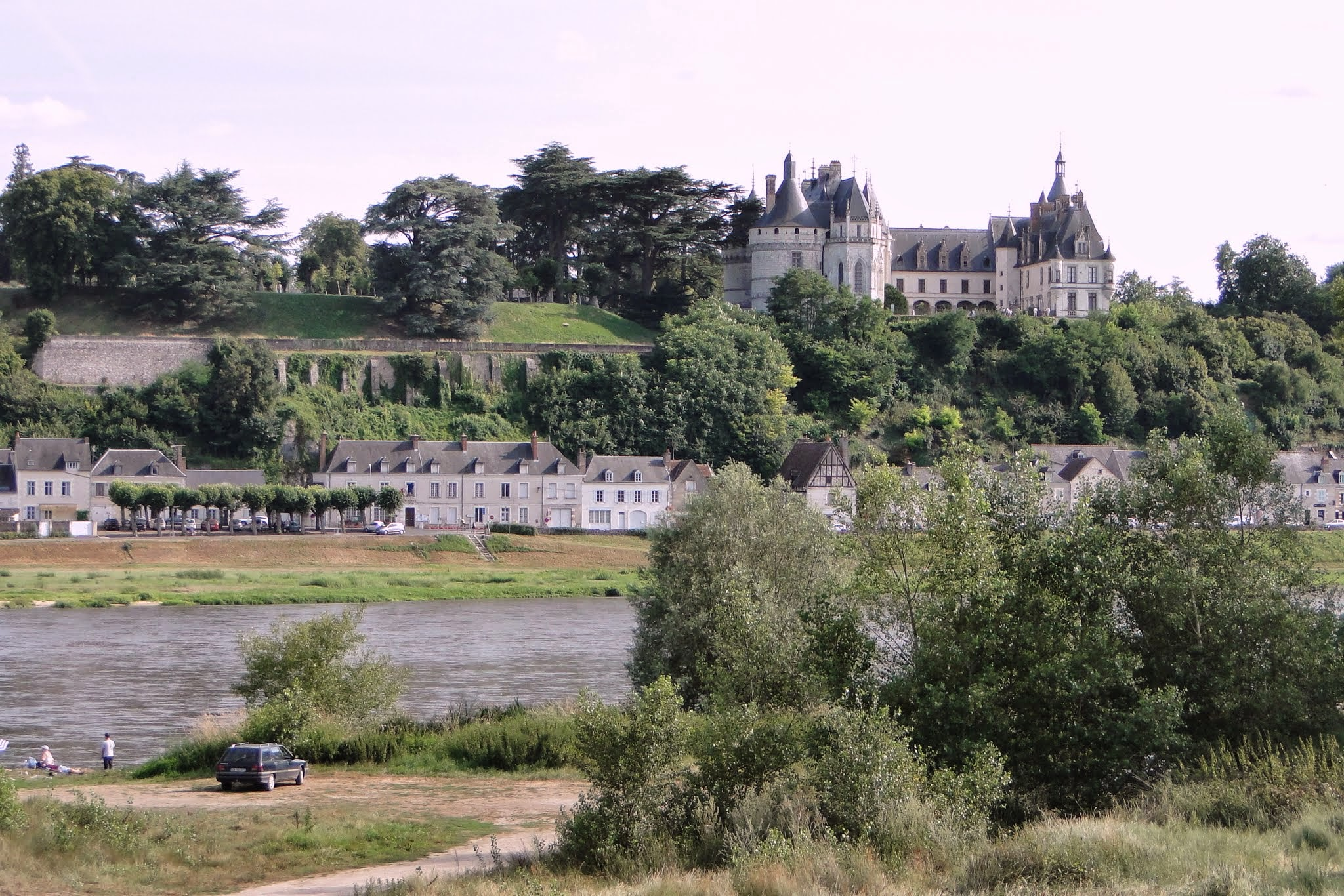
Schloss Chaumont

## Interieur
Die Räume des Schlosses nahmen ursprünglich die ganze Breite der Gebäude ein. Mit dem 18. Jahrhundert brachte die Änderung der Lebensweise, wie fast überall, auch eine Änderung der räumlichen Aufteilung mit sich. Die so entstandenen „Zimmer“ des Schlosses sind heute museal mit Möbeln aus dem 16. bis 18. Jahrhundert eingerichtet. Beachtenswert sind u. a. die der beiden Rivalinnen Katharina de Medici und Diana von Poitiers sowie der Ratssaal.
Die Räume des Erdgeschosses zeigen eine Folge von Aubussonteppichen mit der „Geschichte Alexanders“ (nach Charles Lebrun). In Vitrinen sind einige in den benachbarten Werkstätten entstandene Medaillons ausgestellt. Im ersten Geschoss sind Brüsseler Teppiche, bestickte Seiden, Delfter Fayencen, Renaissancetruhen, italienische, spanische, portugiesische ebenso wie französische Möbel zu finden.

### Rundgang
- Der Ratssaal zeichnet sich durch eine Befliesung mit außergewöhnlicher Majolika aus dem 17. Jahrhundert aus, die die Familie de Broglie in Italien erworben hat, und die aus dem Palast Collutio von Palermo in Sizilien stammt. Die farbigen Fayenceplatten zeigen eine Jagdszene.
- Der Saal der Wachen präsentiert einen seltenen Panzerschrank mit 20 Riegeln, der über 250 kg wiegt. Die Tapisserie stammt aus dem späten 17. Jahrhundert und stellt eine Szene aus dem Leben des athenischen Generals Cimon dar.
- Die Ehrentreppe zu den privaten Gemächern der Familie de Broglie ist eine Ende des 19. Jahrhunderts eingerichtete Wendeltreppe, die den zunehmenden Einfluss des italienischen Stils auf die französischen Künstler um 1500 erkennen lässt.
- Der Speisesaal wurde vom Architekten der Familie de Broglie, Paul-Ernest Sanson, eingerichtet. Der Kamin trägt das Wappenschild des Kardinals Georges d’Amboise.

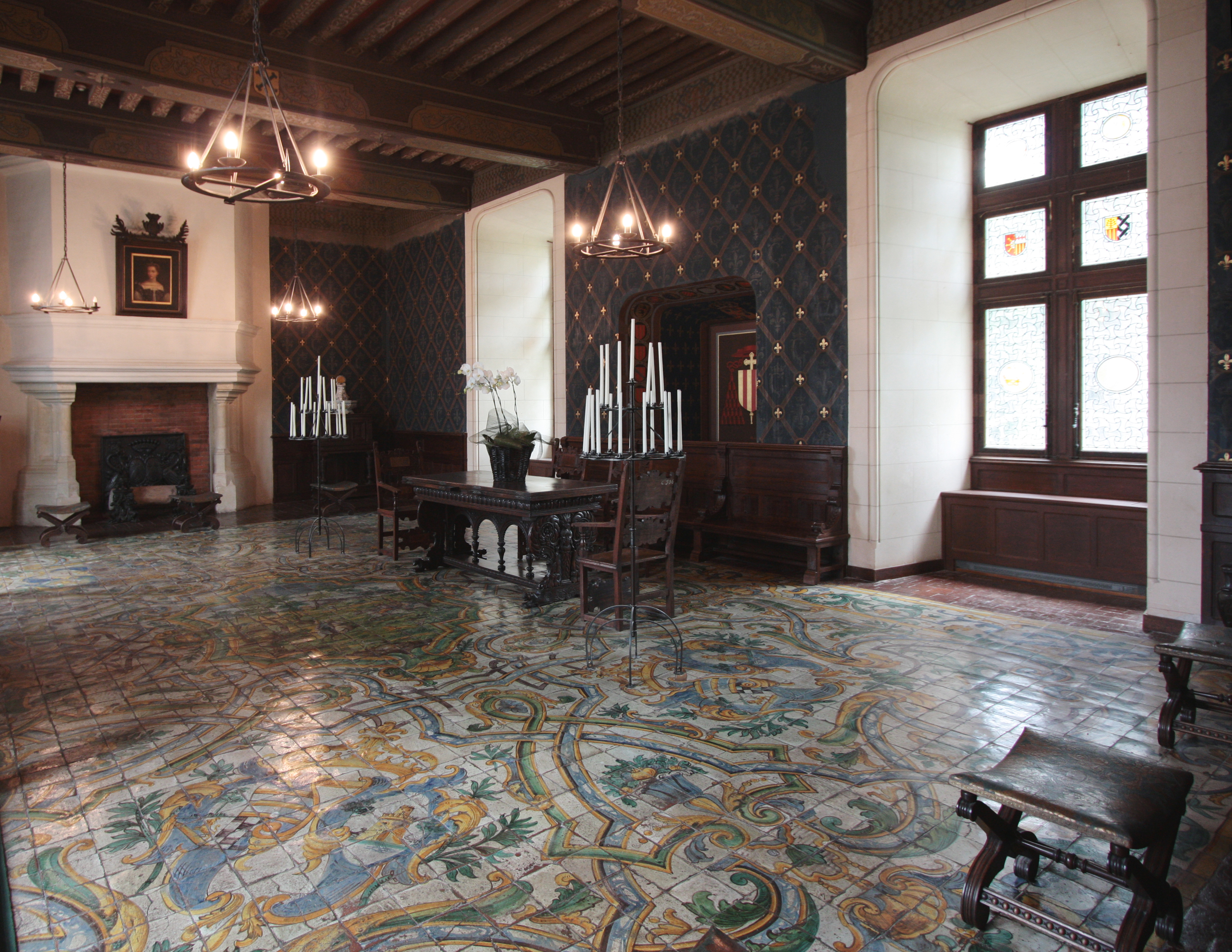
Ratssaal
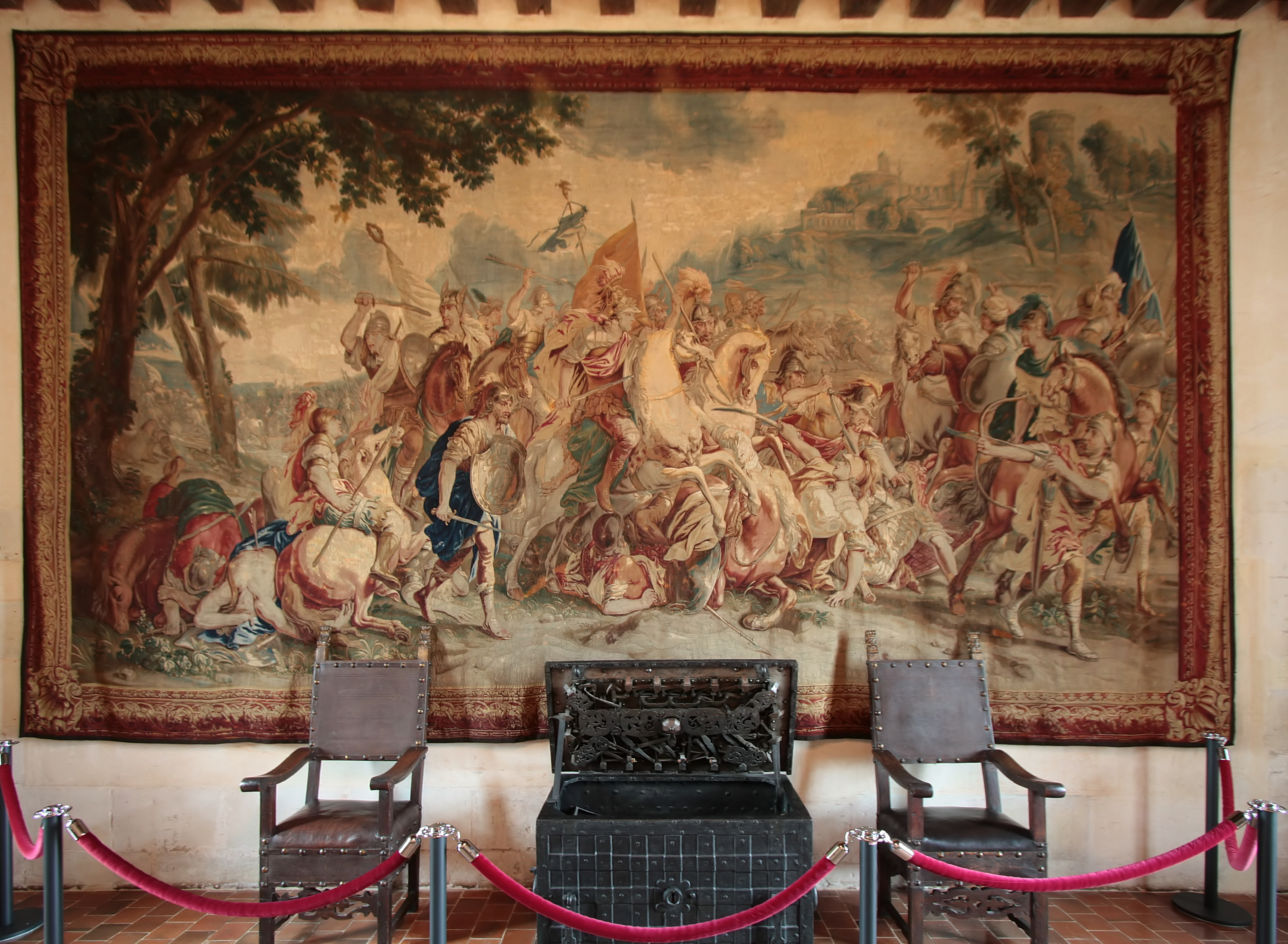
Saal der Wachen
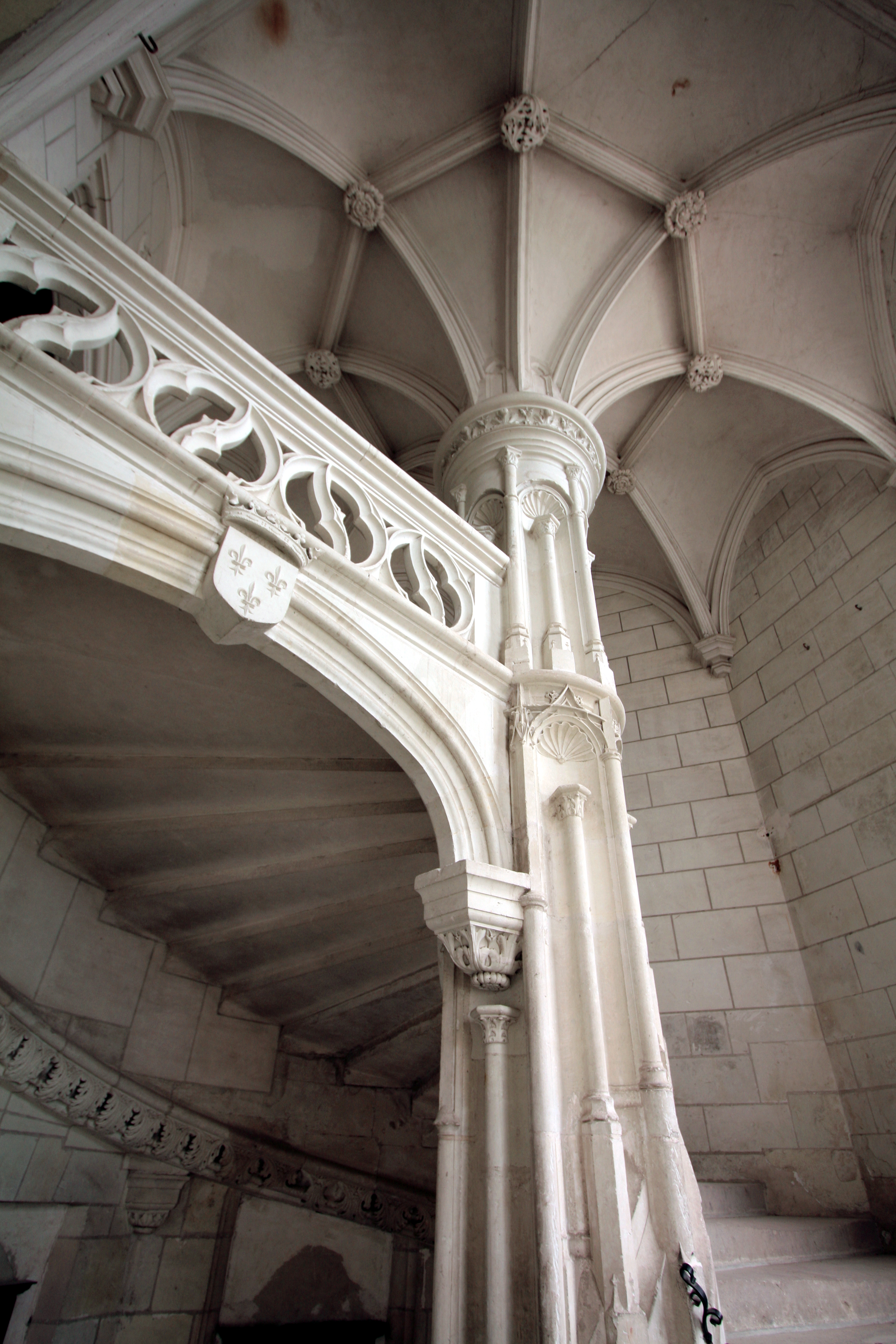
Ehrentreppe
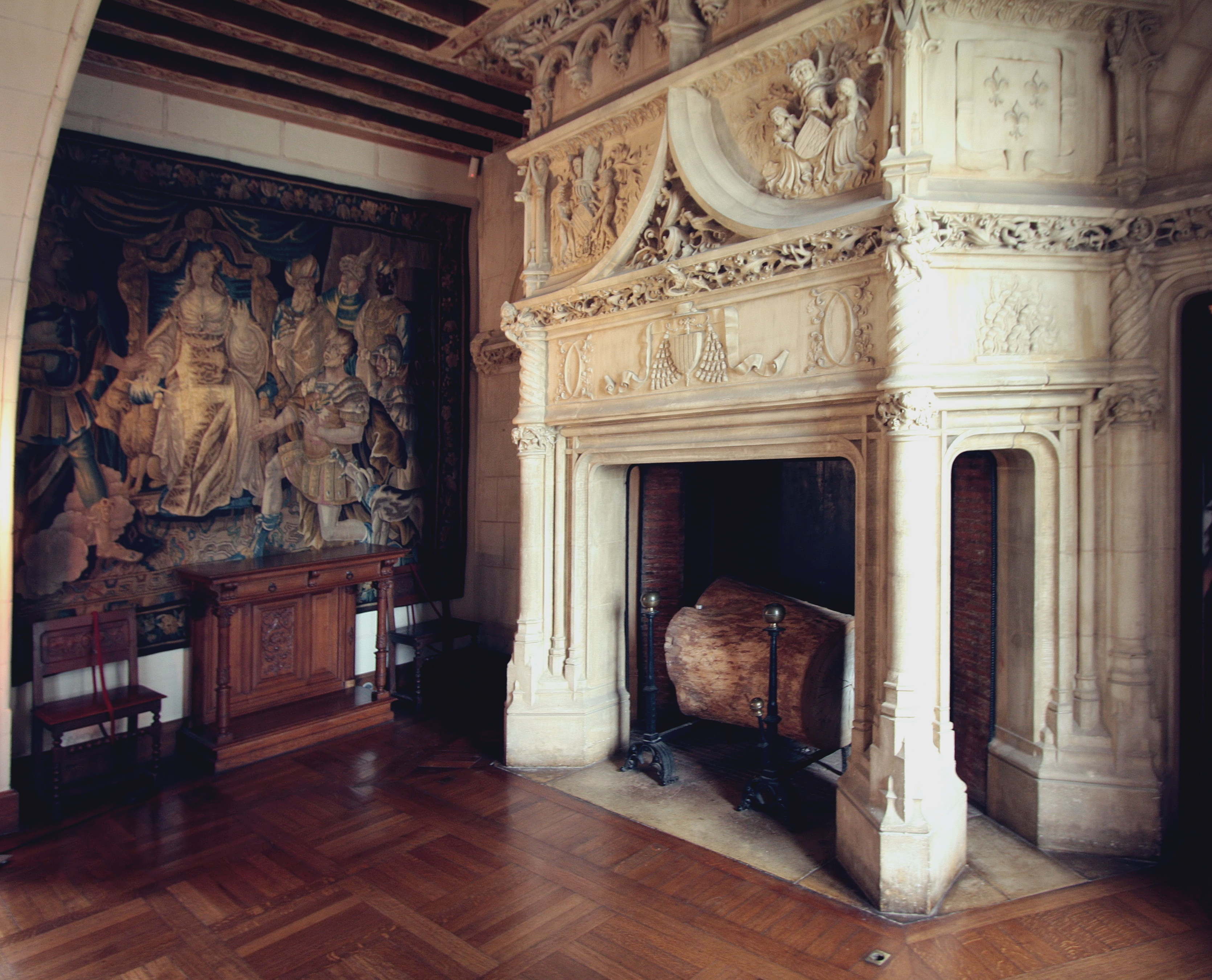
Speisesaal (Kamin)

- Im Billard-Saal sind zwei flämische Tapisserien aus dem ausgehenden 16. Jahrhundert zu sehen, die zwei Szenen aus dem Leben des karthagischen Generals Hannibal darstellen.
- Der Große Salon enthält das für den Vicomte Walsh gegen 1850 geschaffene Dekor im Stil Ludwigs XII. Das gelbe Brokatell mit Blumenmuster konnte im Rahmen der Anfang 2007 ausgeführten Restaurierungen nach Vorlagen vom Ende des 19. Jahrhunderts nachgewebt werden.
- Die Kapelle am Nordende des Ostflügels wurde im prunkvollen Stil und Dekor des beginnenden 16. Jahrhunderts gebaut und von 1884 bis 1886 restauriert. Die Fenster, die nach Vorlagen von Jean-Paul Laurens gefertigt wurden, erzählen die Geschichte von Chaumont.

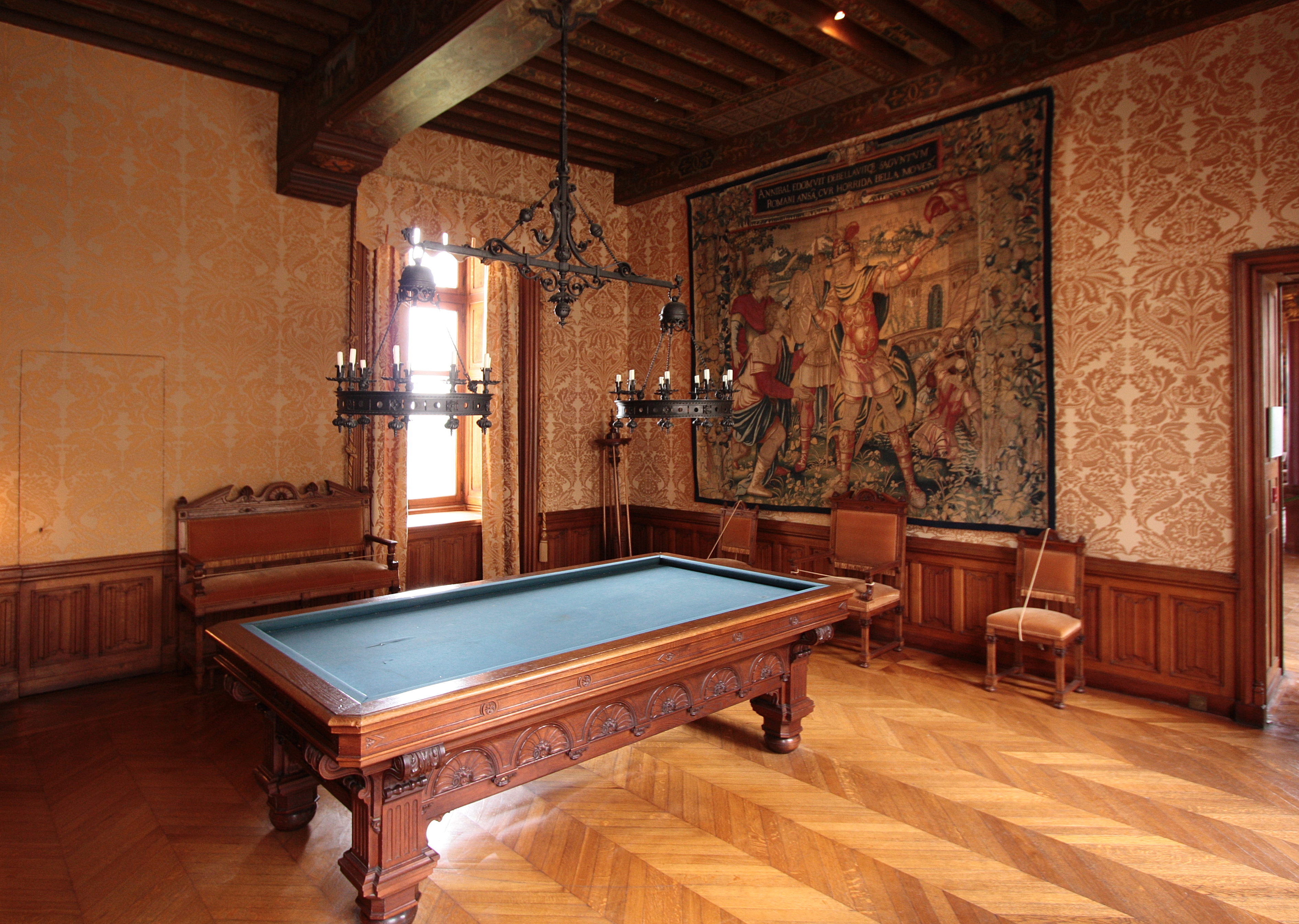
Billard-Saal
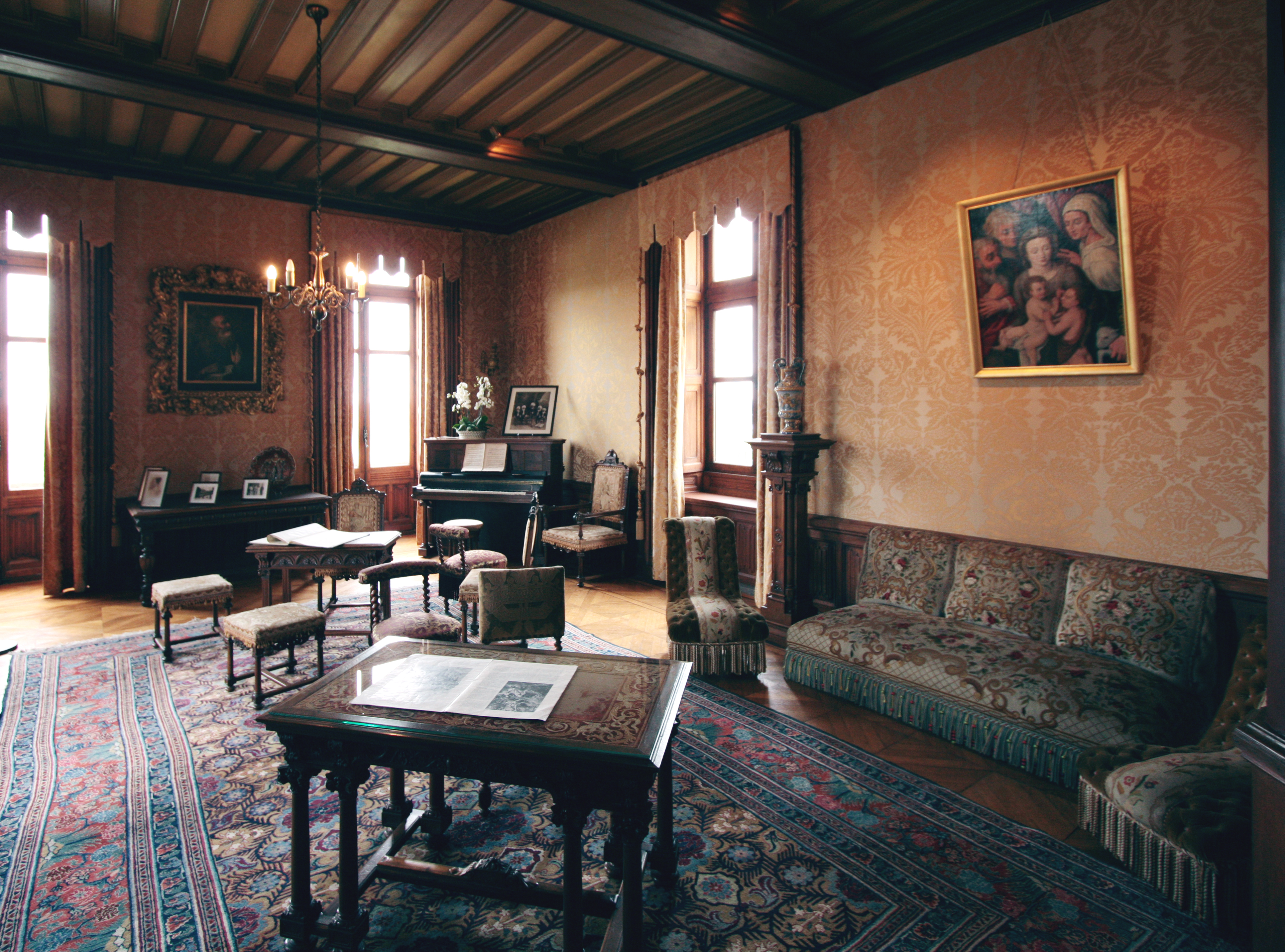
Großer Salon
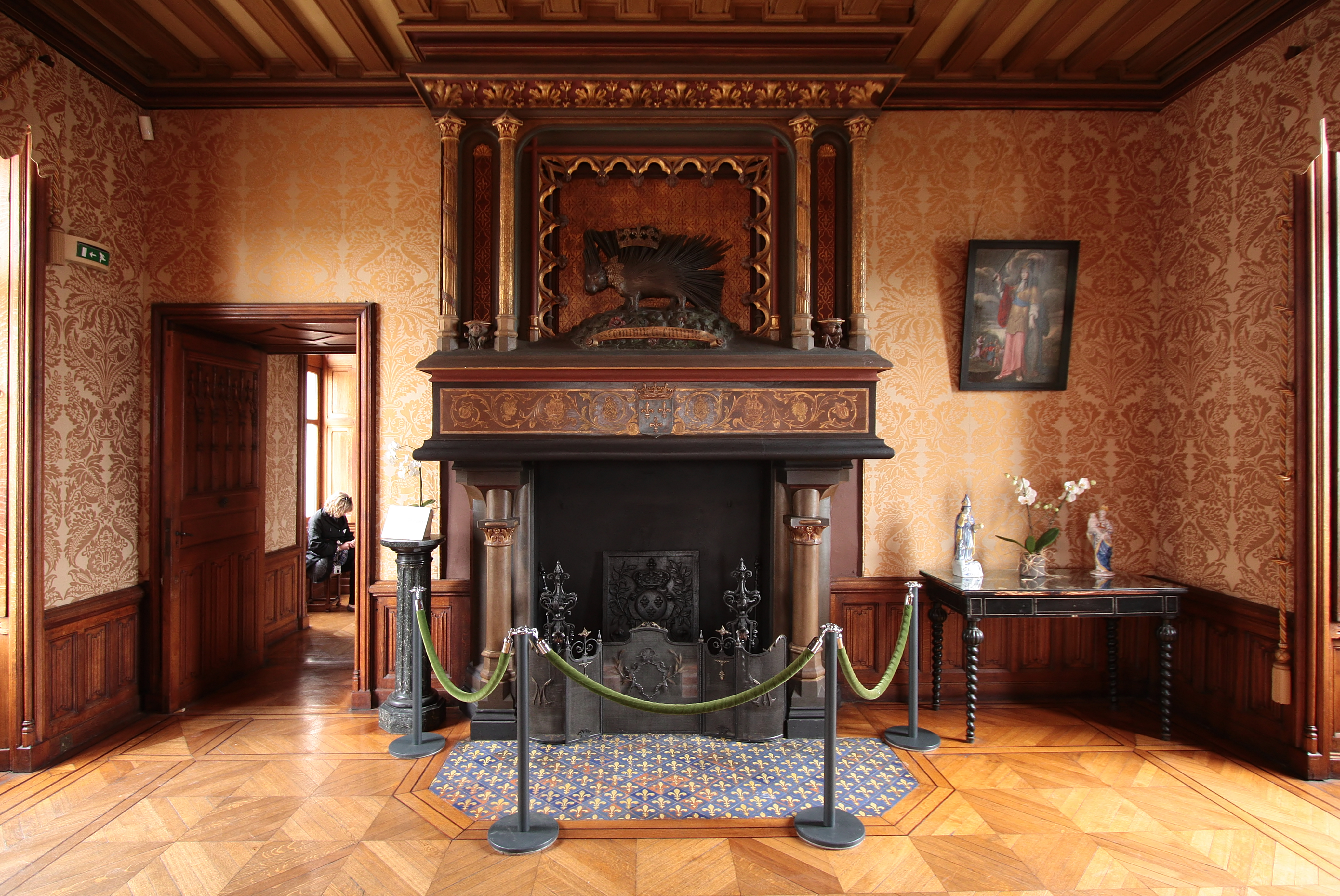
Großer Salon (Kamin)
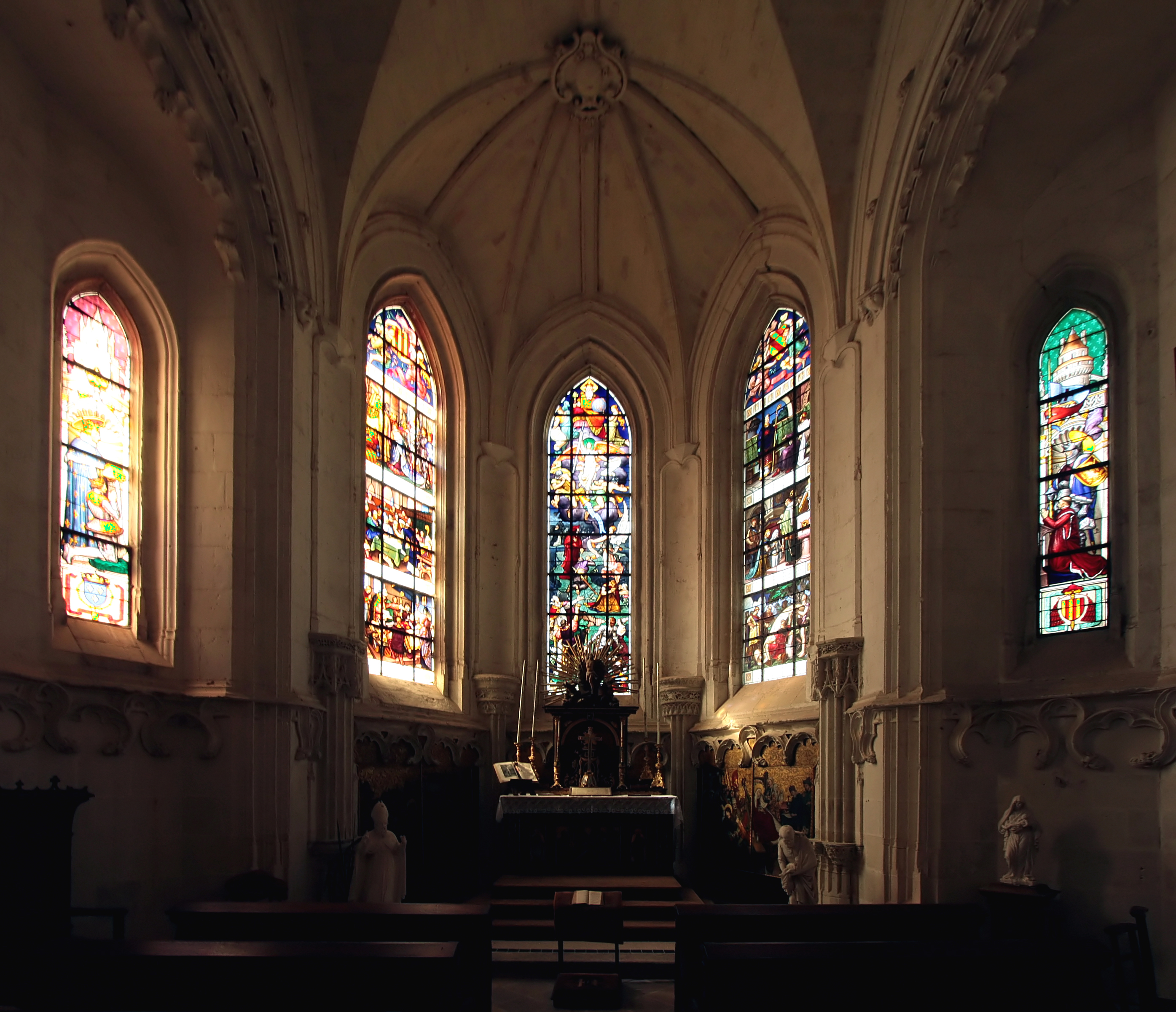
Kapelle

## Park und Garten
Im 16. Jahrhundert wurde Chaumont als ehemalige Festung zwar innen und außen allmählich komfortabler, besaß aber noch keine Gartenanlage. Der Graf von Aramon ließ im 19. Jahrhundert zahlreiche Bäume pflanzen, insbesondere Zedern; aber erst der Prinz von Broglie schuf 1884 mit dem Gartenarchitekten Henri Duchêne den Zierpark. Zu diesem Zweck riss er zwei Dörfer ab, versetzte Friedhof und Kirche.... und ließ Häuser und Kirche auf dem Plateau und am Ufer der Loire wieder aufbauen.
Angelegt wurde der Park als Englischer Landschaftsgarten, wellig und mit von gewundenen Wegen umgebenden Rasenflächen, mit vereinzelten oder in Gruppen stehenden Bäumen – Zedern, Sequoias oder heimischer Bewuchs. Freiräume zwischen Bäumen und Baumgruppen sorgen für optische Achsen zu den Hauptattraktionen: Wald, Loiretal, und vor allem das Schloss.
Seit 1992 präsentieren sich im Rahmen der „Internationale Gartenschau von Chaumont“ alljährlich von Mitte Juni bis Mitte Oktober rund 30 Landschaftsgärtner aus verschiedenen Ländern mit ihren Entwürfen.

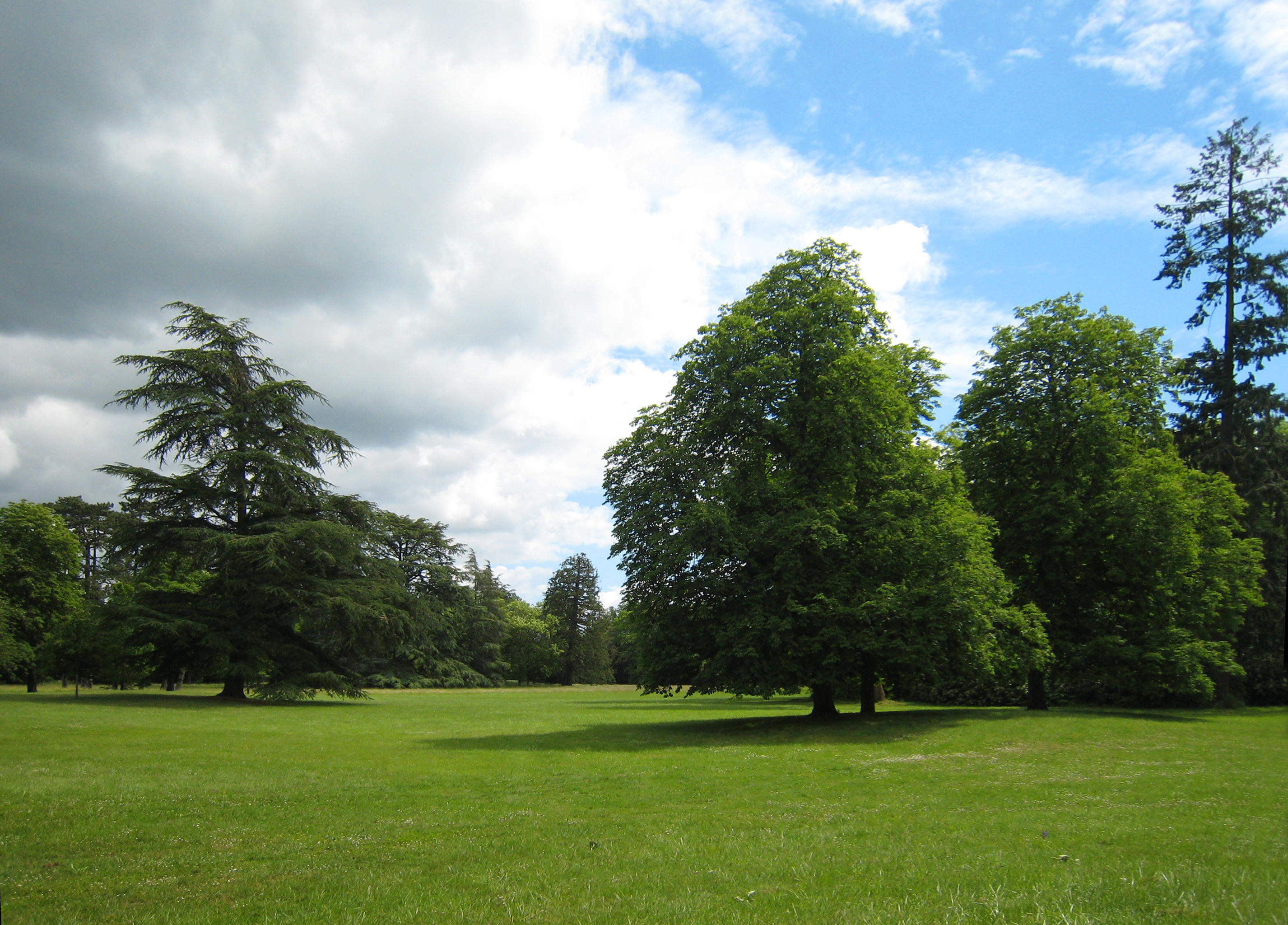
Parkansicht
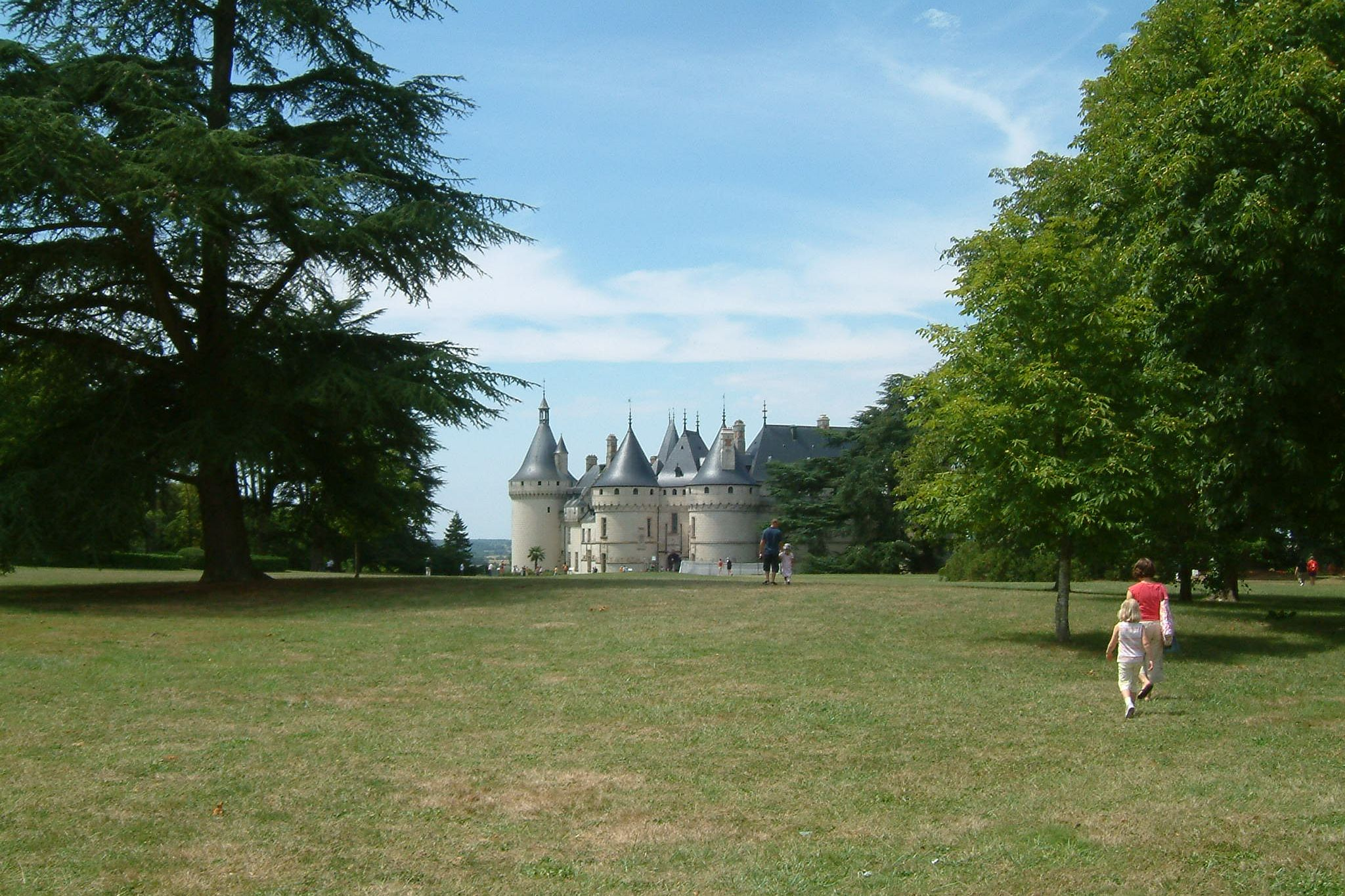
Schlossblick
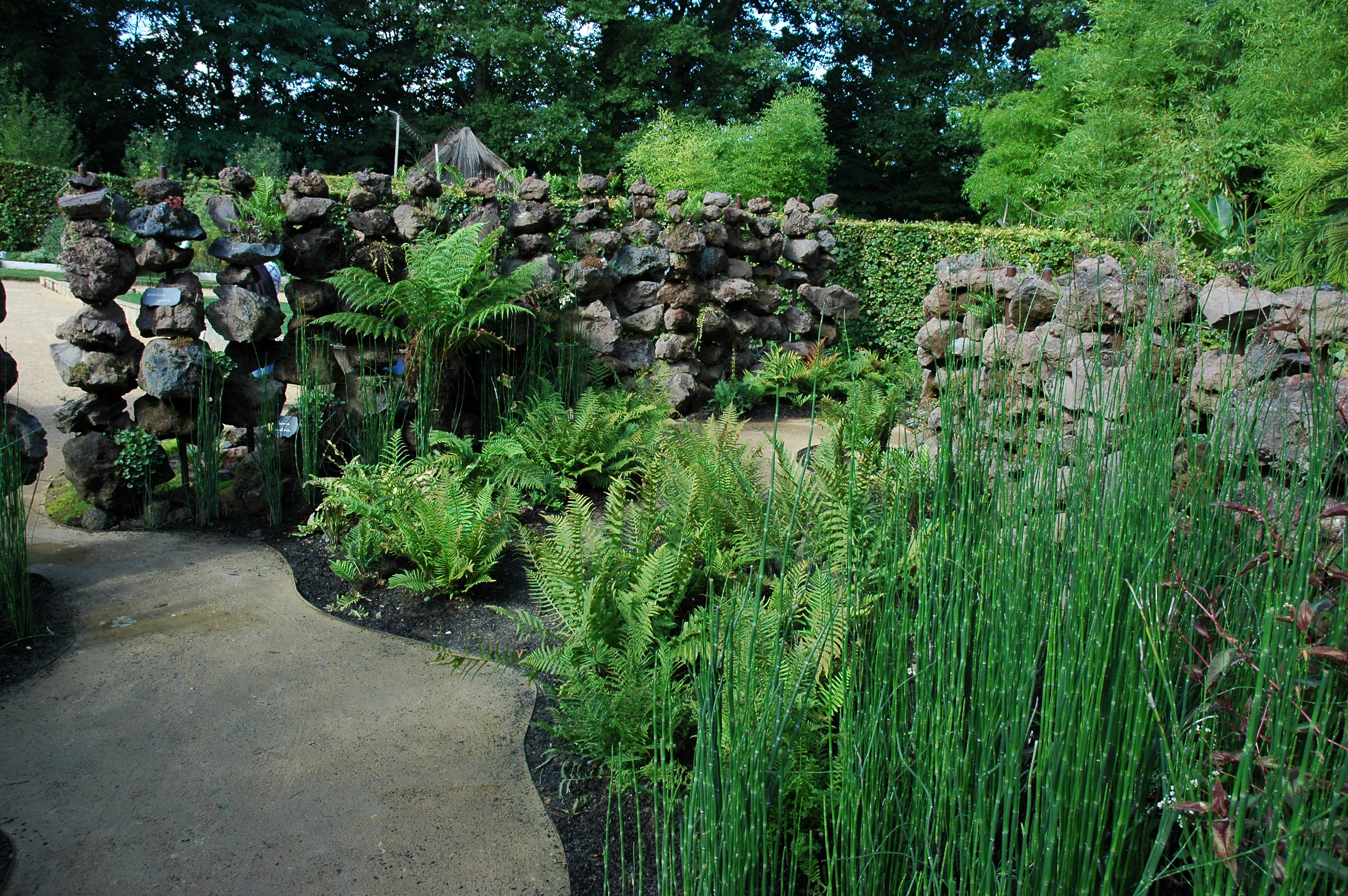
Gartenschau 2008 – Le jardin Fragment'ère